# 張金海 (1927年)
張金海（1927年11月15日—1951年5月8日），小名黑仔，日治台北州七星郡士林街和尚洲人，中國共產黨黨員。由 廖瑞發引介加入共產黨，台北市工委會街頭支部書記，1951年5月8日被槍決於馬場町刑場。

## 生平
張金海生於1927年11月15日，父親張查某係一貧農，入贅和尚洲李家，大哥李金財隨母姓李。母親因感染霍亂過世，其父再娶生張金海及妹張硯，張金海生下來皮膚較黑，小名黑仔，從小頑皮不愛讀書，與第一名成績畢業於和尚洲公學校的哥哥李金財相差甚大。李金財曾告訴張金海願意資助他讀中學，無奈他不愛讀書。
由於老台共廖瑞發與李金財的父親是反日同志，在李金財家中設台共學習組織，因此13歲的李金財也就耳濡目染之下思想左傾。
1931年廖瑞發等台共成員遭日本警察逮捕，具有強烈民族意識的李金財積極尋求回到祖國抗日的道路，他決定先到東京留學，再看是否能通過滿州國進入中國，1938年李金財在同鄉李水清幫助下進入東京府立第六中学校夜間部(今東京都立新宿高等学校)就讀預備考大學，李金財此時改名李中志。不久因父親過世，李中志返回故鄉，處理好家中諸事後，舉家搬到東京，考入中央大學 (日本) 法學部，並在東京中央郵政局工作。張金海則到東京松田燈泡工作，當時，一些具有危險性的工作，都是由台灣或朝鮮工人來做。
1944年畢業後已是戰雲密布的太平洋戰爭後期，日本政府實施徵兵徵集台灣子弟入伍，1945年李中志決定加入日本空軍，計畫將飛機開往中國解放區，但是因體檢不合格，只能擔任陸軍，一直到戰爭結束李中志少尉退伍，始終無法進入中國。張金海在東京工作期間染上肺病，戰後，李中志安排張金海返台休養。張金海返台後即與妹妹張硯由廖瑞發介紹加入中國共產黨。
1945年8月，中共即派蔡孝乾、洪幼樵、張志忠等人建立台灣省工作委員會，蔡孝乾與廖瑞發係老台共，因此蘆洲一時成為省工委最早聚集地，由於廖瑞發與李家關係密切，李中志返台後於1946年即加入中國共產黨，1947年二二八事件發生時，李中志糾集學生組織武裝起義，根據當時就讀延平大學葉紀東的回憶，3月4日李中志找陳炳基與葉紀東預備進行武鬥，當時他們動員北部學校學生進行戰鬥編組組成學生軍，李中志軍旅生涯所學得以發揮，李中志擔任總指揮，郭琇琮擔任副總指揮、陳炳基法商學院、陳金目師範學院、葉紀東延平大學，當時預計攻佔景尾軍火庫，然後再攻佔馬場町軍火庫，而廖瑞發家離警備司令部較近為指揮中心，一旦攻佔軍火庫後立即進攻警備司令部，同時聯絡了烏來的原住民頭目支援作戰，但因為原住民頭目3月6日才下山，青年軍已於3月4日晚上與3月5日凌晨間起事，由於未掌握先機已陸續退卻，武裝攻擊計畫宣告流產。
1947年廖瑞發成立省工委台北市工委會，並發展支部組織，張金海擔任街頭支部書記，張硯當時在和尚洲公學校教師，李中志則與中央大學同學楊廷謙成立台灣新生建設研究會。
1948年6月廖瑞發曾派遣張金海、許希寬、張硯前往香港，在廖文毅的「台灣再解放聯盟」受訓，期間張金海吸收黃崇國、李來園加入共產黨。由於廖文毅發現而終止受訓，於是張金海、許希寬等從上海返台。張金海返台後，在錦州街民光電器行工作，透過同鄉、同業、訪談、旅遊等方式先後吸收徐火炎、方萬土、李鐘瑞、李添木，電工陳文卿等，加入廖瑞發發展外圍組織「愛國青年自治同盟」。而這個台北市工委會外圍組織「愛國青年自治同盟」由廖瑞發吸收的林慶雲領導。
1948年11月林慶雲領導的「愛國青年自治同盟」被台灣省警務處破獲，經促轉會解密國家檔案局相關卷證後，1953年7月14日由林慶雲之自白書給谷正文，鉅細靡遺的詳述了組織成員，包括郭琇琮、謝湧鏡、張金海、李中志、廖瑞發、林正亨、張硯、陳本江、傅世明、鄭海樹、謝桂林、蔡孝乾、李水井、李蒼降、李份、孫古平、盧鏡澄、許希寬等。涵蓋包含台北市工委會、台灣省工委、基隆市工委會、台南市、高雄市工委會等案。
保密局循線逮捕李中志、廖瑞發，並搜捕台北市工委會的組織成員，張金海於是躲藏在鹿窟基地，不久離開鹿窟躲藏在五股舅舅家，1950年李蒼降弟弟李蒼炯去找張金海，將許多書籍放在張金海處。1950年5月，張金海被第六軍207師捕獲，連同李格文、李庭堅解送保安司令部。
1951年3月30日張金海被台灣省保安司令部軍法處判處死刑，1951年5月8日槍決於馬場町刑場。

## 相關案件
張金海由廖瑞發安排進入「愛國青年自治同盟」由林慶雲領導，根據林慶雲之自白書顯示，林慶雲並不知道張金海在台北市工委會的地位，由於林慶雲是滿州國建國大學畢業，與李水清熟識，因此常常到李中志家，也知道李家的狀況，但並不知道張金海發展的組織關係。
- 1952年李來園、李添木、黃崇國、李鐘瑞因受台北市工委會街頭支部書記張金海領導，其中黃崇國判處死刑，李來園、李添木、李鐘瑞判處有期徒刑。
- 1954年台北市工委會案廖瑞發吸收加入的主要成員王忠賢，1950年夏天，王忠賢曾帶著張金海躲避高漢橋在山上的草屋，王忠賢因介紹多人加入組織而判處死刑，高漢橋則獲判十五年有期徒刑。
- 1954年，徐火炎、方萬土因張金海案，判處徒刑3年及1年徒刑。黃崇國鄰居葉有用則因為與張金海、黃崇國去竹子湖遊玩，以知匪不報判刑2年，後獲赦關押七月有餘。
- 1956年，李蒼炯、張慶勝辦理自首，其中李添木已服刑多年，卻因為張慶勝提出1950年時擬向政府自首，但李添木予以阻止之新事證，李添木因此被判處死刑。

## 平反
2018年12月7日，促進轉型正義委員會促轉三字第1075300145A號函文，公告受難者黃藻儒君等1505人應予平復司法不法之刑事有罪判決暨其刑，其中(40)安澄字第1147號，有關張金海共同意圖顛覆政府而著手實行之有罪判決暨其刑及沒收之宣告正式撤銷。

## 紀念
2013年10月，北京西山國家森林公園的無名英雄廣場上立有無名英雄紀念碑，為紀念台灣在1950年代被處決的隱避戰線烈士而設立。張金海的姓名銘刻於紀念碑上。